# Нирод, Александр Евстафьевич
Граф Алекса́ндр Евста́фьевич Ни́род (26 февраля 1805 — 5 февраля 1881, Санкт-Петербург) — генерал от кавалерии, участник Крымской войны.

## Биография
Родился 26 февраля 1805 года, сын майора графа Густава-Рейнгольда. Его братья Евстафий (1799—1881, генерал от кавалерии, начальник 4-й кавалерийской дивизии), Николай (1806—1888, генерал-майор) и Михаил (1815—1871, генерал-лейтенант).
Образование получил в частном учебном заведении, службу начал в 1821 году юнкером в лейб-гвардии Кирасирском полку и 20 марта следующего года был произведён в корнеты.
В 1831 году в чине ротмистра принимал участие в подавлении восстания в Польше и за отличие при штурме Варшавских укреплений и городового вала был награждён орденом св. Владимира 4-й степени с бантом и польским знаком за военное достоинство «Virtuti Militari» 4-й степени.
В 1842 году он был произведён в полковники и в 1845 году был назначен командиром Новомиргородского уланского полка, во главе которого с отличием принимал участие в Венгерском походе, был награждён орденом св. Владимира 3-й степени. Несколько ранее, 12 января 1846 года Нирод за беспорочную выслугу 25 лет в офицерских чинах был награждён орденом св. Георгия 4-й степени (№ 7392 по кавалерскому списку Григоровича — Степанова).
30 марта 1852 года он получил чин генерал-майора и награждён орденом св. Станислава 1-й степени, в том же году назначен командиром 2-й бригады 1-й драгунской дивизии, в следующем году был переведён на Кавказ командиром сводной драгунской бригады.
С августа 1854 года Нирод командовал всей кавалерией корпуса, действующего на кавказско-турецкой границе, за отличие в сражении при Кюрюк-дара он был награждён орденом св. Анны 1-й степени. При штурме Карса командовал 3-й колонной и вслед за тем, во время блокады этой крепости, Нирод обеспечивал внешнее кольцо окружения и неоднократно блокировал попытки турецких войск пробиться на помощь осаждённому гарнизону.
По возвращении с Кавказа Нирод в октябре 1856 года был назначен командиром лейб-гвардии Кирасирского Его Величества полка, которым командовал последующие пять лет. За это время он был награждён императорской короной и мечами к ордену св. Анны 1-й степени (в 1857 году) и орденом св. Владимира 2-й степени с мечами (в 1858 году); 21 июня 1859 года зачислен в Свиту Его Величества.
2 апреля 1861 года Нирод был назначен командующим 2-й кавалерийской дивизией и вслед за тем 23 апреля произведён в генерал-лейтенанты. В 1863 году награждён орденом Белого орла. 20 марта 1872 года он был произведён в генералы от кавалерии и назначен членом Александровского комитета о раненых.
Скончался 5 февраля 1881 года в Санкт-Петербурге, похоронен на Казанском иноверческом кладбище в Царском Селе.
М. Я. Ольшевский в своих мемуарах о Кавказе характеризовал Нирода как «красивого, рыцарски храброго и высокой честности».

## Награды
- Орден Святого Владимира 4 ст. с бантом (1831)[2]
- Знак ордена За военное достоинство 4 ст. (1831)
- Орден Святого Станислава 2 ст. (1839)
- Орден Святой Анны 2 ст. (1845)
- Орден Святого Георгия 4 ст. за 25 лет службы (1846)
- Императорская корона к Ордену Святой Анны 2 ст. (1847)
- Орден Святого Владимира 3 ст. (1849)
- Орден Святого Станислава 1 ст. (1852)
- Орден Святой Анны 1 ст. (1855)
- Императорская корона к Ордену Святой Анны 1 ст. с мечами (1857)
- Орден Святого Владимира 2 ст. (1858)
- Орден Белого Орла (1863)
- Знак отличия за XL лет беспорочной службы (1866)
- Орден Святого Александра Невского (1871)
- Австрийский Орден Железной короны 2 ст. (1850)